# Adam Nelson
Adam Nelson (ur. 7 lipca 1975 w Atlancie), amerykański lekkoatleta, kulomiot, mistrz świata. Jego rekord życiowy w pchnięciu kulą wynosi 22,51 m.

## Sukcesy

### Igrzyska Olimpijskie
| Igrzyska Olimpijskie | Miejsce | Data | Konkurencja    | Rezultat    |
| -------------------- | ------- | ---- | -------------- | ----------- |
| Sydney 2000          | Sydney  | 2000 | pchnięcie kulą | 2. miejsce  |
| Ateny 2004           | Ateny   | 2004 | pchnięcie kulą | 1. miejsce  |
| Pekin 2008           | Pekin   | 2008 | pchnięcie kulą | 12. miejsce |

### Mistrzostwa Świata
| Mistrzostwa Świata | Miejsce  | Data | Konkurencja    | Rezultat   |
| ------------------ | -------- | ---- | -------------- | ---------- |
| Edmonton 2001      | Edmonton | 2001 | pchnięcie kulą | 2. miejsce |
| Paryż 2003         | Paryż    | 2003 | pchnięcie kulą | 2. miejsce |
| Helsinki 2005      | Helsinki | 2005 | pchnięcie kulą | 1. miejsce |
| Osaka 2007         | Osaka    | 2007 | pchnięcie kulą | 2. miejsce |